# Simon Garshasebi
Simon Garshasebi, född 9 juli 1984, är en svensk skådespelare.
Garshasebi har bland annat medverkat i TV-serierna Leif & Billy från 2019 Laxbralla (2018-2023). Han har även medverkat i filmen Snälla kriminella från 2021.

## Filmografi (i urval)
- 2018–2023 – Laxbralla (TV-serie)
- 2019 – Leif & Billy (TV-serie)
- 2021 – Snälla kriminella